# Crimen con vista al mar
Crimen con vista al mar, también conocida como Lejos del mundo, es una película de suspenso coproducida entre Colombia y España y dirigida por Gerardo Herrero. Protagonizada por Luis Fernando Hoyos, Jorge Enrique Abello, Úrsula Corberó, Anabolena Meza, Katherine Vélez y Silma López, se estrenó el 16 de agosto de 2013.

## Sinopsis
Román Pedraza, un delincuente que acaba de cumplir una condena en prisión, viaja hasta la costa del Caribe colombiano para resolver una deuda pendiente con Enrique, un viejo amigo y cómplice, y se hospeda en su hotel. Ante la negativa de Enrique de devolverle la totalidad del dinero, Román decide alojarse indefinidamente en el hotel, hecho que le traerá múltiples problemas a Enrique, especialmente tras el misterioso asesinato de una turista española que también se alojaba en el establecimiento.

## Reparto
- Jorge Enrique Abello como Enrique
- Luis Fernando Hoyos como Román
- Úrsula Corberó como Sonia
- Silma López como Maite
- Anabolena Meza como Celia
- Florencia de la V como Dra. Carla Varseviord
- Katherine Vélez como Mercedes
- Carlos Torres como Diego
- Carmelo Gómez como el inspector

## Premios y nominaciones
La película obtuvo cuatro nominaciones en los Premios Macondo, en las categorías de mejor actriz para Katherine Vélez, mejor actor de reparto para Luis Fernando Hoyos, mejor guion para Nicolás Saad y mejor banda sonora para Lucio Godoy.